# Komoró
Komoró is een plaats (község) en gemeente in het Hongaarse comitaat Szabolcs-Szatmár-Bereg. Komoró telt 1415 inwoners (2001).